# Patricio Lynch
Patricio Javier de los Dolores Lynch y Solo de Zaldívar (18. prosince 1825 Valparaíso – 13. května 1886) byl poručík královského námořnictva a kontradmirál chilského námořnictva, jedna z hlavních postav druhé tichomořské války.

## Život
Narodil se v chilském přístavu Valparaíso bohatému argentinskému obchodníku Estanislava Lynche y Roo a Carmen Solo de Zaldívar y Rivera. Jeho otec byl bývalý plukovník armády v Andách a vnuk Patricka Lynche. Díky svému spojení s Patrickem Lynchem byl vzdáleným příbuzným Che Guevary.
Do námořnictva vstoupil v roce 1837, když mu bylo pouhých 12 let. Zúčastnil se bitvy u Socabaya během války o Konfederaci, která vedla k pádu maršála Andrése de Santa Cruz. Po této válce se zúčastnil první opiové války v Číně, ve které získal hodnost Midshipman. Po skončení opiové války zde zůstal pět let a naučil se mluvit plynně čínsky, což se mu hodilo při jeho budoucích cestách.
Po návratu do Chile se v roce 1847 stal poručíkem. O sedm let později obdržel velení fregaty, ale následně ho byl zbaven, protože odmítl vpustit na palubu zatčené podezřelé politiky. Ve válce na ostrovech Chincha byl námořním prefektem ve Valparaisu, plukovníkem Národní gardy a nakonec kapitánem a ministrem námořnictva v roce 1872.
Na začátku této války byl komandérem námořnictva. Následně požádal o místo v armádě, ale místo toho byl jmenován generálním velitelem transportů, kde mohl prokázat své velké organizační schopnosti. Počátkem září 1880 vedl výpravu do severního Peru, aby vybral výkupné od obchodníků a majitelů cukrových plantáží, která vešla ve známost jako „Lynchova expedice“.
Během těchto expedic naverboval čínské rolníky, kteří pracovali v haciendách. Dokázal je přesvědčit díky svojí výborné znalosti čínštiny.
V závěrečném tažení, které vedlo k dobytí Limy, se zúčastnil bitev u Chorrillos a Miraflores. V nichž vedl nejprve brigádu a poté divizi pod velením generála Baquedana. Jeho zásluhy v bitvě u Chorrillos vedly k jeho jmenování vrchním vojenským a politickým velitelem Peru.
V době, kdy byl velitelem okupační armády, vzbudil jeho zákrok při deportaci úřadujícího peruánského prezidenta Francisca Garcíi Calderóna do Chile značný ohlas u mnoha peruánských aristokratů a aktivní odpor americké vlády, který málem vedl k vojenskému konfliktu s touto zemí. Do své země se vrátil v roce 1883 po podpisu Ancónské smlouvy.
V roce 1884 byl povýšen na kontradmirála a jmenován chilským zplnomocněným ministrem v Madridu. Jeho úkolem bylo vyjednat se Španělskem definitivní mírovou smlouvu, která by ukončila válku o Čchinčské ostrovy. Když onemocněl, požádal o dovolenou a vrátil se do Chile. Zemřel 13. května 1886 na moři při zpáteční cestě u pobřeží Tenerife.